# Stödperson
Stödperson har patienter som vårdas enligt psykiatrisk tvångsvård rätt till, liksom de som är dömda till rättspsykiatrisk vård, eller är tvångsisolerade med stöd av smittskyddslagen.

## Psykiatrisk tvångsvård
Stödperson är en från sjukvården fristående person, som ska fungera som en medmänniska till personer, som får vårdas enligt lagen om psykiatrisk tvångsvård (LPT).
Enligt 30 § LPT skall den överläkare, som ansvarar för den tvångsintagna personens vård, upplysa denne om rätten att få en stödperson. Enligt 31 § LPT skall överläkaren vidare anmäla till patientnämnden att det kan finnas skäl att utse en stödperson när:
- överläkaren ansöker hos länsrätten om förlängning av tvångsvården
- den tvångsintagna personen överklagar beslutet om tvångsintagning
- den tvångsintagna personen överklagar överläkarens beslut att avslå begäran om att tvångsvården ska upphöra.

Patientnämnden förordnar stödpersonen till personer, som tvångsvårdas inom psykiatrin (och sedan 2004 även till de personer, som vårdas enligt smittskyddslagen).
Stödpersonen bistår den tvångsintagna personen så länge tvångsvården pågår. Stödet kan därefter fortsätta under fyra veckor. Sedan kan stödpersonen övergå till att bli kontaktperson enligt Socialtjänstlagen.
En stödperson är en person, som vill hjälpa sina medmänniskor. Stödpersonen behöver inte ha speciella kunskaper om psykiatri. Patientnämnden anordnar en introduktionsutbildning för alla blivande stödpersoner.
Stödpersonen skall
- bistå den tvångsintagna personen i personliga frågor,
- besöka den tvångsintagna personen,
- följa reglerna om tystnadsplikt.

Stödpersonen skall inte
- ersätta vårdpersonalen,
- överta ansvaret för den tvångsintagna personens ekonomi,
- vara juridiskt ombud.